# やらかいはぁと
「やらかいはぁと」は、日本の女性アイドルグループ・アイドリング!!!の楽曲。2011年3月2日にポニーキャニオンからリリースした、通算15枚目のシングル。楽曲は、ソングライター・leonn（作詞）と日比野裕史（作曲）の共作。

## 背景・制作
前作「eve」から、3ヶ月半後に発表した15thシングル。
メンバー 後藤郁が、後に芸能活動を一時休止したため、20人編成では4作目にして最後となる作品。2週間後には4thアルバム『SISTERS』のリリースが控えていたため、事実上の先行シングルになっている。
収録曲
表題曲とc/w曲「粉雪が舞う街並みで」「いち恋」の制作は3作連続で、グループの楽曲制作に馴染みのソングライター leonn（作詞）・日比野裕史（作曲）のコンビが担当。編曲に渡辺徹 (作曲家)も関わっている。アルバム『SISTERS』には、表題曲と「粉雪〜」のリミックスバージョンも再録されている。c/w曲「Queen Bee 〜少女の時代から〜」もleonn（作詞）が担当し、外部から韓国人の作編家を採用している。
表題は、"やわらかいハート"を俗な物言いに崩したもの。どこまでも前向きで強気な女の子の気持ちを、アッパーに歌い上げたポップチューン。「Queen Bee 〜少女の時代から〜」はK-POPアイドル風、「粉雪が舞う街並みで」はウインターラブソング、「いち恋」は学園青春ナンバーとなっている。

収録メンバー
c/w曲「Queen Bee 〜少女の時代から〜」はユニット曲で、身長160cm以上のメンバー下記6名が選抜されている。c/w曲「いち恋」は、グループの一般投票企画で選出された下記2名のユニット『Team 学ラン』による楽曲で、通常盤にのみ収録。
| 楽曲                             | 収録CD     | メンバー |
| -------------------------------- | ---------- | --- |
| 「やらかいはぁと」               | 全形態共通 | 遠藤舞・外岡えりか・谷澤恵里香・フォンチー・横山ルリカ・森田涼花・河村唯・長野せりな・酒井瞳・朝日奈央・菊地亜美・三宅ひとみ・橘ゆりか・大川藍・橋本楓・倉田瑠夏・伊藤祐奈・野元愛・後藤郁・尾島知佳 |
| 「粉雪が舞う街並みで」           | 同上       | 同上 |
| 「Queen Bee 〜少女の時代から〜」 | 同上       | 遠藤舞・横山ルリカ・朝日奈央・菊地亜美・橘ゆりか・大川藍 |
| 「いち恋」                       | 通常盤     | Team 学ラン（朝日奈央・後藤郁） |

## リリース
シングルCDは通常盤、初回盤A・Bの3形態でリリース。通常盤の初回生産分にはトレーディングカードA（全20種の内ランダム1枚）、初回盤AにはトレーディングカードB（全20種の内ランダム1枚）とDVD、初回盤Bにはアイドリング!!!オリジナルQTカード（全20種の内ランダム1枚）の封入特典が付く。QTカードは、裏面のQRコードに携帯電話でのアクセスにより、収録コンテンツ（メンバーのコメント、待ち受け画面など）を視聴できる。
特典企画
協力店舗でのみ、先着購入者に「オリジナル・トレーディングカード（各店絵柄5種の内ランダム1枚）」を進呈する、コラボ企画を実施している。

アートワーク
CDジャケットは、表題曲のハートマークに関するモチーフが、各盤に共通するデザインとなっている。

## プロモーション
楽曲のプロモーションで、以下のメディアに出演した。
テレビ番組
- ミューサタ（2011年2月25日・3月4日、フジテレビ）
- 魁!音楽番付〜EIGHT〜（2011年3月2日、フジテレビ）

配信番組
- アイドリング!!!×リトルビッグプラネット2（2011年2月14日 - 3月5日、ニコニコ生放送） - 下記参照
- i-appli Advance Award 2010（2011年2月28日、Ustream）

ラジオ番組
- K・WEST ENTAME GENERATION（2011年2月28日、bayfm）
- はんにゃのオールナイトニッポン（2011年3月8日、ニッポン放送）

主催企画
発売記念イベント兼ねた握手会が、以下の日時・場所で実施された。
「やらかいはぁと」発売記念イベント
- 2011年3月1 - 6日 フジテレビ湾岸スタジオ

コラボ企画
アイドリング!!!と、表題曲でタイアップしたゲームソフト『リトルビッグプラネット2』が、コラボレーションする帯番組が企画された。『アイドリング!!!(番組)』総合司会のバカリズムと共に出演し、その模様も生配信されている。
- アイドリング!!!×リトルビッグプラネット2（2011年2月14日 - 3月5日、渋谷ニコニコ本社）

オンエア企画
タワーレコード新宿店では、同年2月から発売週までの期間限定で、各メンバーによる「スペシャルコメント映像」がオンエアされた。

## チャート成績
オリコンシングル・デイリーランキングで最高2位、ウィークリーランキングでは最高4位となり、グループのウィークリー最高位記録を更新した。また、2011年3月度月間シングルランキング10位を記録した。

## ミュージック・ビデオ
ミュージック・ビデオはリリース後に、アイドリング!!!公式YouTubeチャンネルで、フルバージョンが無料公開された。初回盤Aに付属するDVDにも収録されている。
劇中では、表題の"ハート"をフィーチャーした演出となっている。

## ライブ・パフォーマンス
収録曲はグループ定期公演のほか、以下のイベント等でライブ披露している。また、東日本大震災に関連した、チャリティーイベントにも参加している。
- アイドリング!!! アジア進出記念イベント（2011年2月13日、台湾・西門紅楼）
- アイドリング!!!定期公演『品はちライブ』（2011年3月ほか、品川よしもとプリンスシアター）
- 愛・地球博記念公園 春祭り（2011年3月19日、愛知 愛・地球博記念公園）
- 品はちライブ in NGK（2011年3月21日、なんばグランド花月）
- チャリティーイベント『がんばろう! 日本』（2011年3月27日、テレビ熊本 本社屋）
- チャリティーイベント『Do one action everyday』（2011年4月9・10日、渋谷C.C.Lemonホール）
- 第6回ロハスデザイン大賞2011 新宿御苑展（2011年5月16日、新宿御苑）
- Japan Girls Meeting 2011（2011年5月21日、品川ステラボール）
- Sapporo idol summit & (有)申し訳ないと in 札幌（2011年5月27日、札幌Sound lab mole）
- アイドリング!!! 10thライブ かんがえるな。感じろ!GO AHEADング!!!（2011年6月26日、中野サンプラザ）

## メディアでの使用
収録曲は以下のメディアで使用された。
「やらかいはぁと」
- PlayStation 3専用ソフト・SCE『リトルビッグプラネット2』CMソング
- 平和『CRドキッ!丸ごと水着 女だらけの水泳大会 アイドルだらけで困っちゃうング!!!』挿入歌

「Queen Bee 〜少女の時代から〜」
- フジテレビ系『奇跡体験!アンビリバボー』2011年1月 - 3月度エンディングテーマ

「粉雪が舞う街並みで」
- CBCテレビ『お宝発信タワー DAI-NAMO』エンディングテーマ

## シングル収録トラック
| 全作詞: leonn。 |                                  |           |                           |                           |      |
| #               | タイトル                         | 作詞      | 作曲                      | 編曲                      | 時間 |
| 1.              | 「やらかいはぁと」               | leonn     | 日比野裕史                | 渡辺徹 (作曲家)           | 4:06 |
| 2.              | 「Queen Bee〜少女の時代から〜」  | leonn     | HAN JAE HO、KIM SEUNG SOO | HAN JAE HO、KIM SEUNG SOO | 3:24 |
| 3.              | 「粉雪が舞う街並みで」           | leonn     | 日比野裕史                | ats-                      | 5:17 |
| 4.              | 「いち恋」(Team 学ラン)          | leonn     | 日比野裕史                | 日比野裕史                | 3:37 |
| 5.              | 「やらかいはぁと」(Instrumental) | leonn     |                           |                           | 4:05 |
| 合計時間:       | 合計時間:                        | 合計時間: | 合計時間:                 | 20:28                     |      |

| #         | タイトル                         | 作詞      | 作曲                      | 編曲                      | 時間 |
| --------- | -------------------------------- | --------- | ------------------------- | ------------------------- | ---- |
| 1.        | 「やらかいはぁと」               |           | 日比野裕史                | 渡辺徹 (作曲家)           | 4:06 |
| 2.        | 「Queen Bee〜少女の時代から〜」  |           | HAN JAE HO、KIM SEUNG SOO | HAN JAE HO、KIM SEUNG SOO | 3:24 |
| 3.        | 「粉雪が舞う街並みで」           |           | 日比野裕史                | ats-                      | 5:17 |
| 4.        | 「やらかいはぁと」(Instrumental) |           |                           |                           | 4:05 |
| 合計時間: | 合計時間:                        | 合計時間: | 合計時間:                 | 16:52                     |      |

| #  | タイトル                            | 作詞 | 作曲・編曲 |
| -- | ----------------------------------- | ---- | ---------- |
| 1. | 「やらかいはぁと」(Music Video)     |      |            |
| 2. | 「ジャケット & MV撮影ドキュメント」 |      |            |